# 金東進 (サッカー審判員)
金東真（キム・ドンジン, 1973年6月9日 - ）は韓国出身のサッカー審判員である。

## 概要
身長180cm。朝鮮語、英語を話す事が出来る。FIFAの国際審判員には2005年に登録され、東アジアサッカー選手権2005の日本代表対中国代表の試合で初めて国際試合の主審を務めた。以降、ワールドカップアジア予選やAFCアジアカップ、2011 FIFA U-20ワールドカップなどで主審を務めている。

## 担当した主な国際大会
- 東アジアサッカー選手権2005
  -  日本 vs  中国、 中国 vs  朝鮮民主主義人民共和国
- AFCアジアカップ2011
  - グループA： 中国 vs  カタール
  - グループB： サウジアラビア vs  シリア
  - グループD： アラブ首長国連邦 vs  イラン
- 2010 FIFAワールドカップ・アジア予選
  - 3次予選グループ4： ウズベキスタン vs  シンガポール
  - 4次予選グループA： カタール vs  バーレーン、 日本 vs  バーレーン[2]
- 2014 FIFAワールドカップ・アジア予選
  - 3次予選 グループC： タジキスタン vs  日本
  - 3次予選グループD： タイ vs  オマーン、 オーストラリア vs  サウジアラビア
  - 4次予選 グループB： 日本 vs  ヨルダン
- 2011 FIFA U-20ワールドカップ
  - グループB： ポルトガル vs  ニュージーランド
  - 決勝トーナメント1回戦： フランス vs  エクアドル
- AFCチャンピオンズリーグ2009
  - グループA：アル・ヒラル vs パフタコール
  - グループB：アル・シャバブ・リヤド vs アル・シャールジャ
  - グループC：ウム・サラルSC vs アル・ジャジーラ・クラブ
  - グループD：アル・イテファク vs セパハン
  - 準々決勝：アル・イテハド vs パフタコール
- AFCチャンピオンズリーグ2010
  - プレーオフ：アームド・フォーシズ vs ムアントン・ユナイテッド
  - グループA：アル・ガラファ vs アル・ジャジーラ・クラブ
  - グループB：パフタコール vs アル・ワフダ・アブダビ
  - グループC：アル・アインFC vs アル・シャバブ・リヤド
  - グループD：アル・アハリ・ドバイ vs アル・サッド
- AFCチャンピオンズリーグ2012
  - グループA：エステグラル vs アル・ジャジーラ・クラブ
  - グループD：ペルセポリス vs アル・ヒラル
- 2018 FIFAワールドカップ・アジア予選
  - 3次予選 グループB： 日本 vs  イラク